# Torpedo fotônico

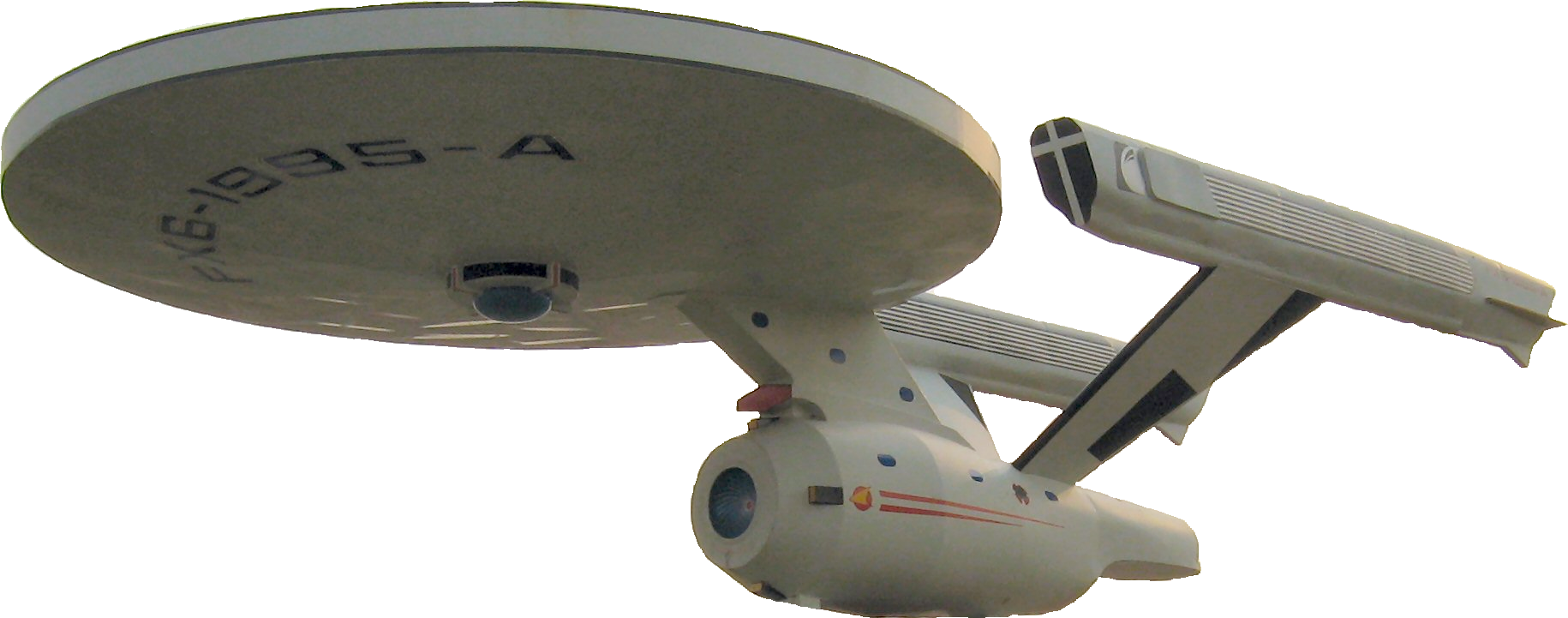
Enterprise NCC-1701 era equipada com torpedos fotônicos.

O Torpedo fotônico é uma arma futurista da série de televisão Jornada nas Estrelas que começou a ser instalada nas espaçonaves depois da metade do século XXII.

## Características
Basicamente é um míssil autopropulsado, dotado de uma ogiva de matéria e antimatéria que, dosando-se a quantidade dos elementos é possível fazer-se desde danos menores em naves auxiliares até a destruição de um asteróide de três quilômetros de comprimento. Possui motores capazes de sustentar velocidade de dobra, permitindo que seja disparada em velocidades acima da luz. A arma pode ser carregada com 1,5 kg de anti-matéria, o que libera aproximadamente 64 megatons de energia.
O torpedo fotônico é a arma preferida quando uma nave se encontra em velocidade de dobra, uma vez que não são limitados pela velocidade da luz, como os feisers. 
Os torpedos fotônicos foram assim chamados por causa da sua luminosidade, mas na realidade eles não são feitos de fótons.

## Aparecimento na série
É citada em várias passagens do universo de Jornada das Estrelas. Sendo que sua primeira aparição é no episódio 52 de Enterprise (The Expanse), ainda antes da criação da Federação de Planetas Unidos, ou simplesmente, Federação. É a primeira arma capaz de fazer frente às naves dos klingons, dando ao planeta Terra a capacidade de se defender dos perigos, em uma galáxia pouco explorada.

## Enterro de Spock
Em Jornada nas Estrelas II: A Ira de Khan o vulcano Spock foi enterrado dentro da cápsula de um torpedo fotônico.